# Däst (Einheit)
Däst war ein persisches Längenmaß und entsprach in den Abmessungen der Elle. Die Länge zwischen Ellenbogen und Fingerspitze verkörperte das Maß.
- 1 Däst = 0,56 Meter